# Орлов Володимир Олександрович (ковзаняр)
Орлов Володимир Олександрович (рос. Орлов Владимир Александрович; нар. 2 грудня 1938, Москва) — радянський ковзаняр, призер Олімпійських ігор.

## Спортивна кар'єра
Орлов спеціалізувався виключно на дистанції 500 м, тому ніколи не змагався на чемпіонатах в класичному багатоборстві.
На чемпіонаті СРСР 1962 на дистанції 500 м Орлов виграв бронзову медаль, а на чемпіонаті 1966 — срібну.
В 1964 році Орлов потрапив в заявку на Зимові Олімпійські ігри 1964 на дистанції 500 м. На єдиному в його житті міжнародному змаганні Орлов зумів вибороти срібну нагороду, розділивши її з Євгеном Грішиним і Алвом Г'єстванг.